# Paradoxo de Easterlin

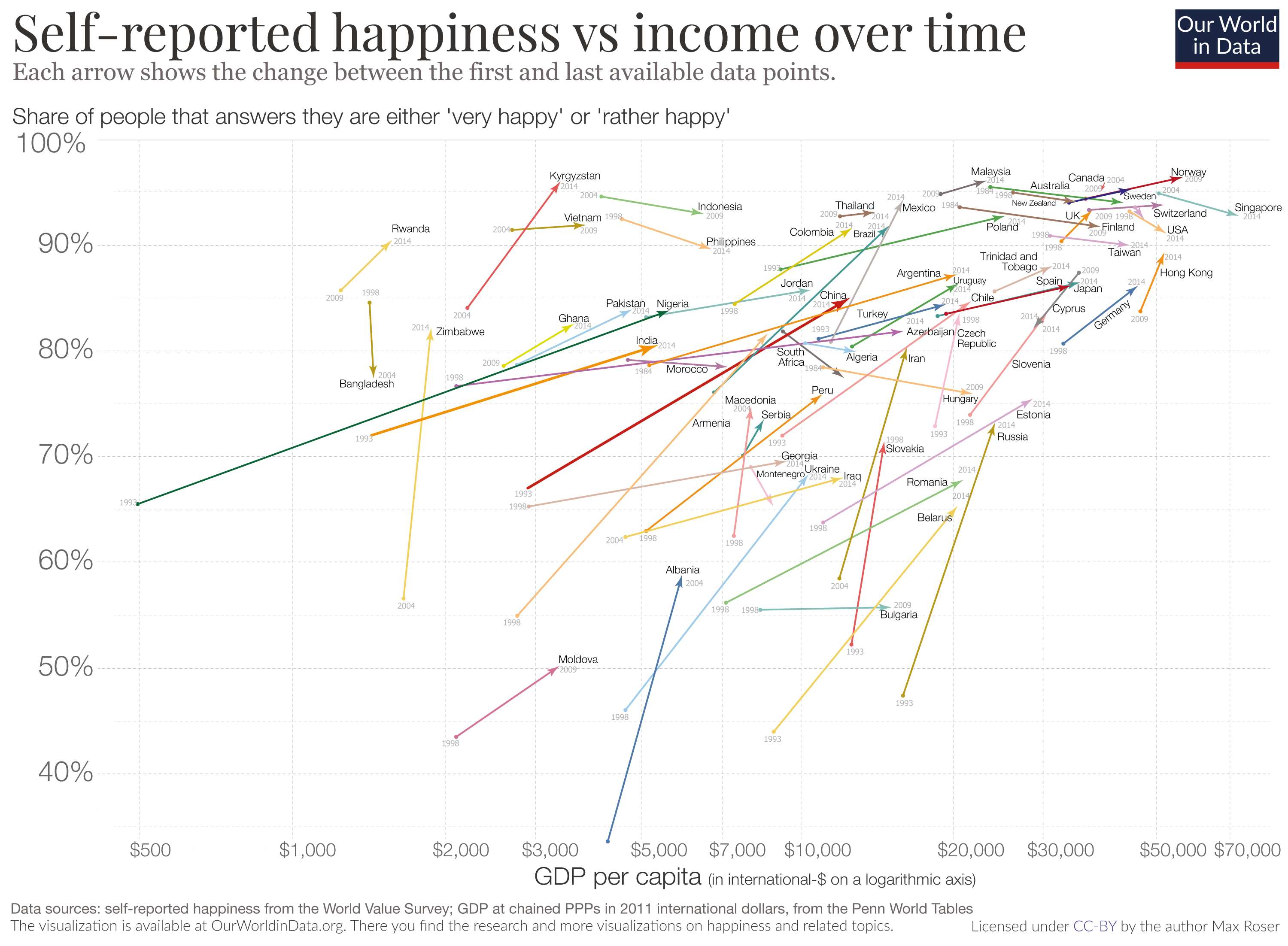
Os dados do World Values Survey são utilizados para traçar a evolução dos rendimentos médios nacionais e da felicidade média nacional ao longo do tempo. Em geral, o crescimento económico e o crescimento da felicidade tendem a andar a par. Alguns países, em determinados períodos, registam um crescimento económico sem aumento da felicidade.

O paradoxo de Easterlin é um conceito-chave em economia da felicidade (happiness economics). É assim designado a partir do seu autor, o economista e professor da University of Southern California Richard Easterlin, que analisou os factores que contribuem para a felicidade num capítulo do livro de 1974. De acordo com a Universidade de Kent, o paradoxo explica que, "rendimentos elevados têm correlação com felicidade, mas, a longo prazo, não existe correlação entre o aumento do rendimento e o aumento da felicidade".
Easterlin descobriu que dentro de um determinado país as pessoas com rendimentos mais elevados eram mais provavelmente propensos a relatar que são felizes. No entanto, nas comparações internacionais, a média do nível de felicidade reportada não acompanhava estritamente o aumento do rendimento nacional per capita, pelo menos para os países com rendimentos suficientes para satisfazer as necessidades básicas. Da mesma forma, embora o rendimento per capita tenha aumentado constantemente nos EUA entre 1946 e 1970, a média da felicidade reportada não apresentou nenhuma tendência de longo prazo e declinou entre 1960 e 1970. A diferença nos resultados internacionais e a nível micro fomentou um corpo permanente de pesquisa.
Pesquisas recentes tem utilizado várias medidas de felicidade, incluindo medidas biológicas, mostrando padrões semelhantes de resultados. Isso vai de alguma forma responder aos problemas da auto-avaliação da felicidade. Esta questão foi retomada por Andrew Oswald da Universidade de Warwick em 2006, o que chamou o interesse dos mídia para o assunto.
A ser verdadeiro (ver a seguir), uma implicação decorrente para as políticas públicas é a de que, uma vez satisfeitas as necessidades básicas, a política não devia centrar-se no crescimento económico do PIB, mas antes no aumento da satisfação na vida ou felicidade nacional bruta (FNB) (gross national happiness, GNH).

## Controvérsia
Em 2003 Ruut Veenhoven e Michael Hagerty publicaram uma análise baseada em várias fontes de dados, e concluíram que não há paradoxo, e que os países ficam de facto mais felizes com o aumento do rendimento. Easterlin respondeu em 2005 mantendo a sua posição e sugerindo que os seus críticos estavam a usar dados inadequados.
Em 2008, os economistas Betsey Stevenson e Justin Wolfers, ambos da University of Pennsylvania, publicaram uma reavaliação do paradoxo de Easterlin usando novas dados de séries temporais. Concluiram tal como Veenhoven e outros. que, ao contrário do que afirma Easterlin, o aumento em valores absolutos do rendimento estavam associados a aumentos da felicidade medida, tanto para pessoas individuais como para países no seu conjunto. Descobriram uma relação estatística entre felicidade e o logaritmo do valor absoluto do rendimento, o que sugere que a felicidade aumentava mais devagar do que o rendimento, mas não se alcançava nenhum "ponto de saturação". O estudo proporcionava prova de que o rendimento em valor absoluto, adicionalmente ao rendimento em termos relativos, determinava a felicidade. Isto contrasta com um entendimento extremado da teoria da adaptação hedónica (hedonic treadmill ou hedonic adaptation), onde manter-se a par dos vizinhos (keeping up with the Joneses) é o único determinante do comportamento.
Em 2010 Easterlin publicou dados relativos a uma amostra de 37 países confirmando o paradoxo o que foi imediatamente contestado por Wolfers.
Em 2012, num relatório preparado para a ONU, Richard Layard, Andrew Clark e Claudia Senik salientaram que outras variáveis acompanham a variação da riqueza, incluindo a confiança social, e que estas, e não o rendimento, podem gerar grande parte da associação do PIB per capita com o bem-estar.
Em 2015, os psicólogos Thomas Gilovich e Amit Kumar publicaram um estudo que demonstrava que "compras experienciais (tais como férias, concertos e refeições fora de casa) tendem a trazer felicidade mais duradoura do que compras materiais." Eles concluiram que era assim porque "comparadas com bens possuidos, as experiências são menos propensas a adaptação hedónica".

## O fim da polêmica
Em 2015, OISHI e KESEBIR (2016), da Universidade de Virgínia, parecem ter posto fim à polêmica ao publicarem o estudo “Income Inequality Explains Why Economic Growth Does not Always Translate to an Increase in Happiness” (Desigualdade de renda explica porque o crescimento econômico nem sempre se traduz em crescimento na felicidade).
No estudo, os pesquisadores encontraram evidências de que a felicidade dos cidadãos aumenta com o crescimento econômico, desde que haja distribuição justa de riquezas. Quando há desigualdade de renda, a felicidade gerada pelo crescimento econômico é anulada pela insatisfação gerada por essa desigualdade. De acordo com o estudo “Para a satisfação com a vida de uma nação aumentar, produzir mais riqueza não é suficiente. A distribuição justa da riqueza acrescentada pode determinar criticamente se a satisfação com a vida vai subir no seu conjunto. Com base em nossos resultados, é seguro dizer que, se a renda e felicidade andam juntas, isso ocorre quando a renda é distribuída uniformemente. Mesmo crescimento é crescimento feliz, e crescimento desigual é crescimento infeliz”. 

## Leituras adicionais
- Cohen, Nick (2007). It's experts that make us miserable.The Guardian. 28 de Janeiro de 2007.
- Stokes, Bruce (2007). Happiness Is Increasing in Many Countries -- But Why?.Pew global. 24 de Julho de 2007, .
- Leonhardt, David (16 de Abril de 2008). «Maybe Money Does Buy Happiness After All». The New York Times
- Nasser, Abdullah (Novembro de 2012). «Can Money Buy Happiness? A macroeconomic multinational perspective on the Easterlin Paradox». THURJ. 40 (9)